# Omerbach
Der Omerbach ist ein 11,1 km langer, orografisch rechter Nebenfluss der Inde in der Städteregion Aachen, Nordrhein-Westfalen (Deutschland). Er bildet in seinem Mittellauf die natürliche Grenze zum Kreis Düren. Sein Name ist keltischen Ursprungs.

## Verlauf

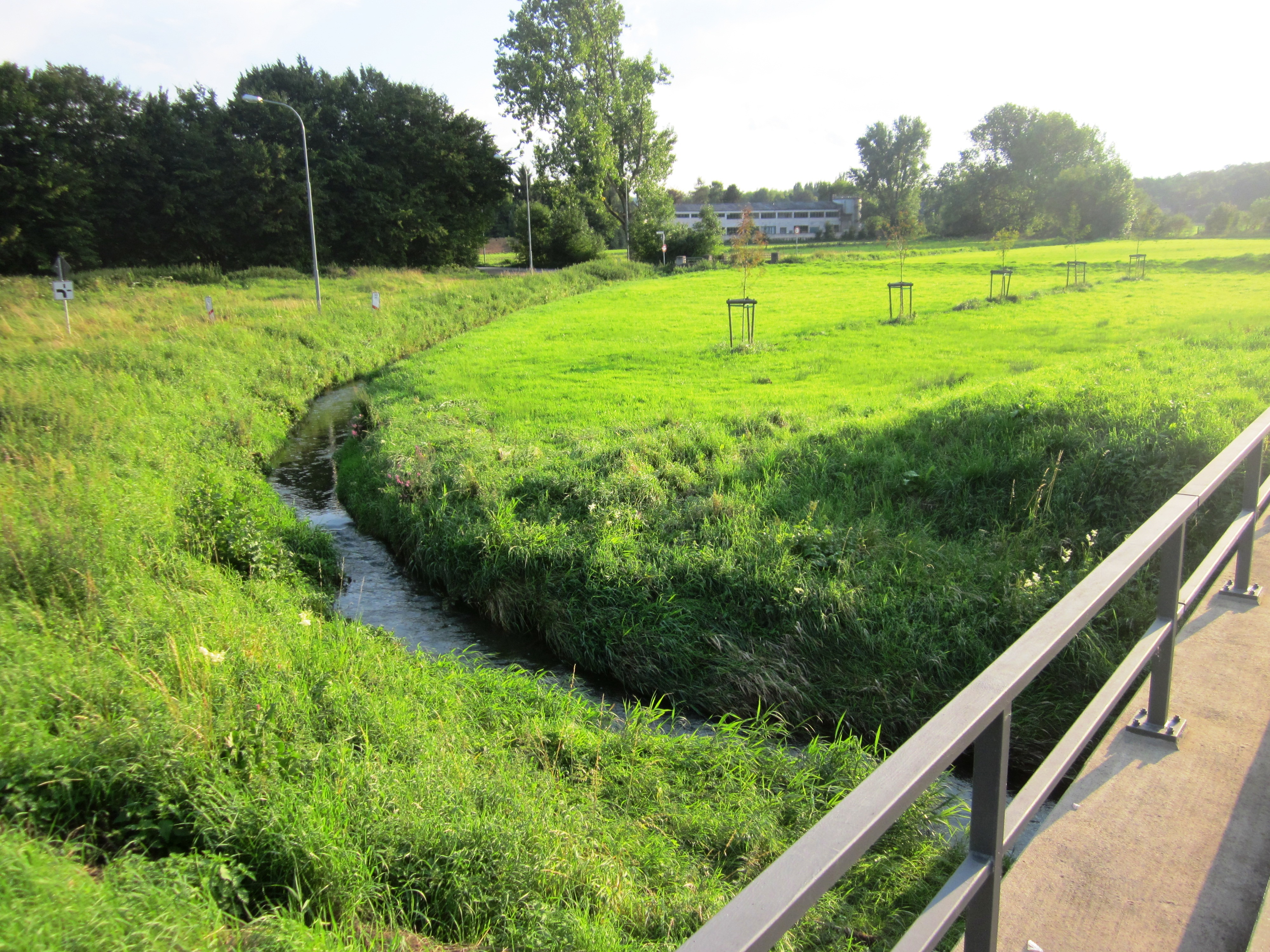
Omerbach nördlich von Nothberg

Der Omerbach entspringt nahe dem Gottfriedskreuz zwischen Stolberg-Vicht und der Wehebachtalsperre im Staatsforst Hürtgenwald und verläuft dann in nördlicher Richtung. Er durchfließt Gressenich, speist im dortigen Ortsteil Buschhausen etliche Weiher und ändert dann seinen Verlauf in Richtung Nordost. Dort bildet er die Grenze zwischen der Städteregion Aachen und dem Kreis Düren, fließt an der Gressenicher Mühle bei Scherpenseel, dem Korkus, Volkenrath und Bergrath vorbei sowie durch Nothberg. Im Bereich der Bendenmühle zwischen Nothberg und Eschweiler-Ost mündet er in die Inde.
Auf Nothberger Gebiet wurde 1933 mit seiner Regulierung begonnen.
Kurz nach seiner Quelle nimmt der das Fließ Pferdesiefen, bei Scherpenseel den Kaltenbornbach und zwischen Bergrath und Nothberg das Bergrather Fließ und den Riffersbach auf.
In Gressenich heißt eine Straße "Am Omerbach", und 1927 wurde in Nothberg die Straße "In der Aue" in "Am Omerbach" umbenannt.
| Stat. in km | Name              | GKZ      | Lage   | Länge in km |
| ----------- | ----------------- | -------- | ------ | ----------- |
| 009,5080    | Pferdesiefen      | 28246 12 | links0 | 001,1890    |
| 004,3460    | Diepenlinchenbach | 28246 2  | links0 | 002,4770    |
| 003,1360    | Kaltenbornbach    | 28246 4  | links0 | 001,8670    |
| 001,6320    | Riffersbach       | 28246 6  | links0 | 002,3790    |
| 001,4450    | Bergrather Fließ  | 28246 8  | links0 | 002,520     |

## Kuriositäten
Nachdem der Omerbach bei der Gressenicher Mühle auf Eschweiler Stadtgebiet fließt, verläuft er parallel zum ein bis zwei Kilometer weiter östlich verlaufenden Otterbach, der durch das östliche Nothberg verläuft und ebenfalls in die Inde mündet. Aufgrund der sehr ähnlichen Schreibweise wurden in historischen Aufzeichnungen nicht selten Omerbach und Otterbach verwechselt.

## Der Omerbach in der Sage
In einer Sage um die Stadt Gression soll der Omerbach Schauplatz einer Schlacht gegen die Türken gewesen sein. „Zu Gression am Omerstrom, ward eine blutige Schlacht geschlagen“, heißt es in einem alten Lied. Der geschlagene türkische Feldherr habe danach die Drohung ausgesprochen, bald wiederzukommen, die Pferde seiner Reiter würden dann den Omerstrom leer saufen, damit das Heer trockenen Fußes übersetzen könne.